# Steve Aizlewood
Steve Aizlewood (9 de octubre de 1952 - 6 de agosto de 2013) fue un futbolista internacional galés de un solo tiempo en las Sub-21 de Gales como defensa.
Aizlewood nació en Newport y comenzó su carrera en el equipo local Newport County, firmó un contrato con el equipo juvenil en 1968. Luego pasó a convertirse en un profesional con el club en la siguiente temporada y apareció en casi doscientos partidos de liga para el equipo. Fue transferido a Swindon Town en 1976 por 13.500 £ y pasó 4 años en el club de Wiltshire hasta que se mudó de nuevo a Portsmouth en 1979 por 45.000 libras esterlinas.